# JR四國2600系柴聯車
JR四國2600系柴聯車是日本四国旅客鐵道研发的倾斜式柴聯車，每组有两节车厢。2600系自2017年八月开始用于四国的特快列车。

## 设计
由川崎重工製造，設計理念為“新日本風格”，結合日本的传统工艺与现代风格。 本型車最高速度为120 km/h（75 mph）。

这些列车使用与JR四國8600系電聯車相同的空气弹簧倾斜系统（而不是较早的2000系使用的摆锤傾斜系统），以允许更快的過彎速度。 车內电脑包含沿线路線的彎道資料庫，与地面ATS系统搭配使用可以允许火车進入彎道之前便開始倾斜動作。

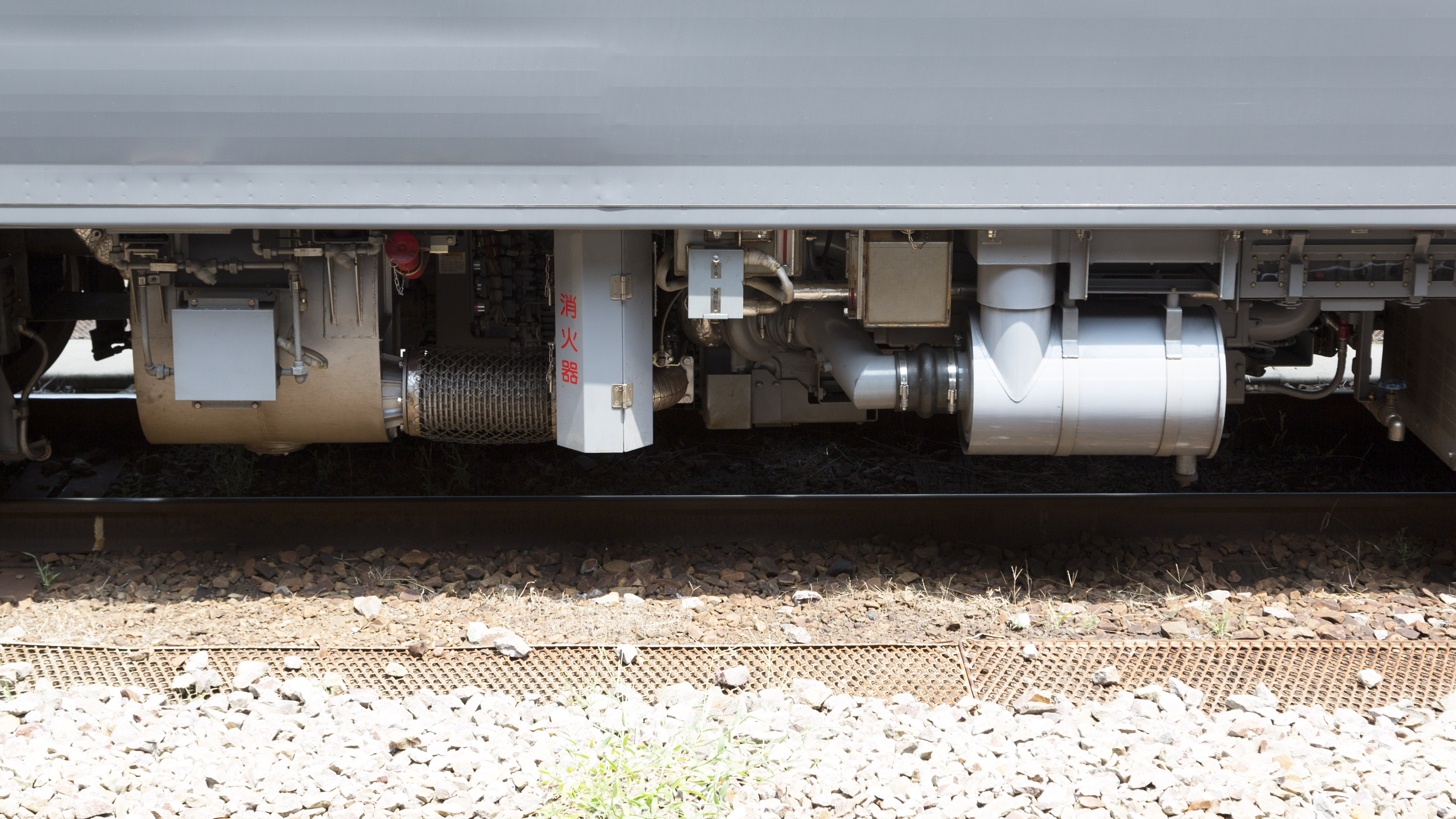
車架下的一部SA6D140HE-2柴油引擎
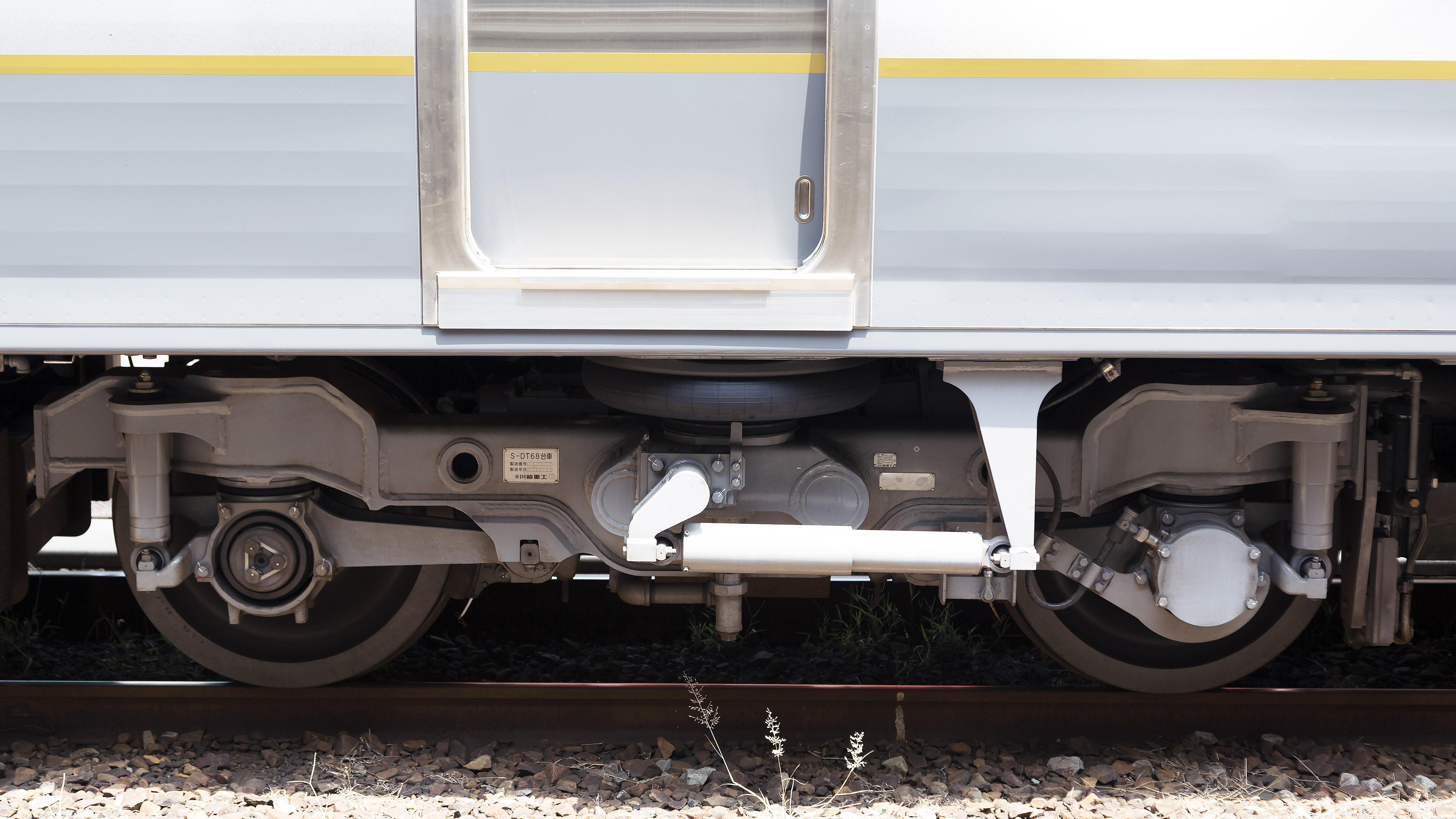
S-DT68型转向架

## 運行

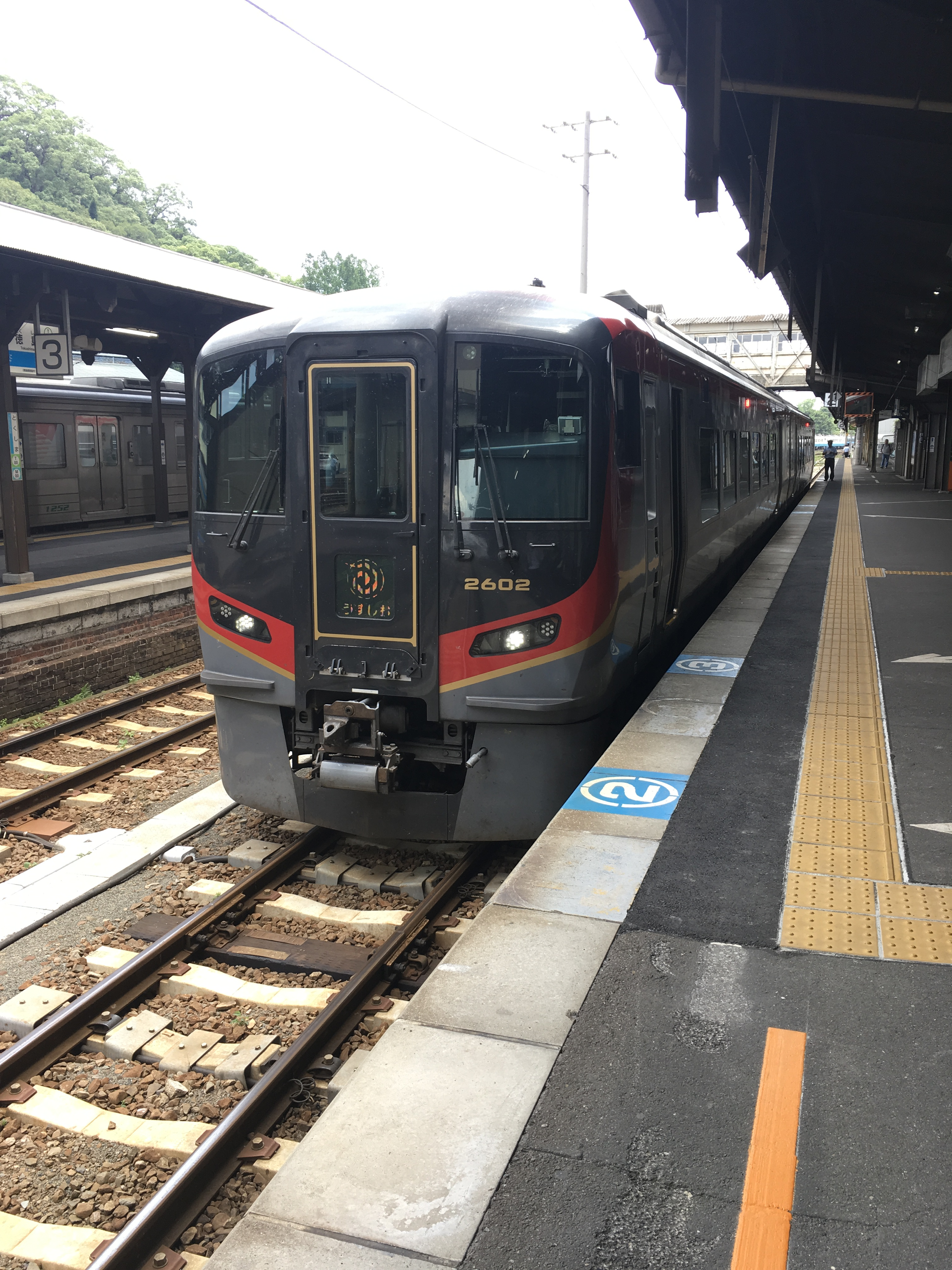
2600系在德岛站

2600系預定在2017年十二月替代老化的2000系柴聯車行駛予讚线、土讚线、高德线。 最高速度为120 km/h（75 mph）。实际上基本只用于高德线的涡潮号特急列车，往返于高松和德岛之间。

## 编成
一組由两节车组成，两節车都有动力（每个转向架各有一个動轴）。
| 指定      | Mc   | Mc'  |
| 编号      | 2600 | 2650 |
| 載客量    | 46   | 52   |
| 重量（t） | 49.1 | 49.1 |

## 内部
座位配置為2 + 2并排的坐臥兩用椅，设计与8600系使用的座椅相同。 每个座椅均配有电源插座。Mc车椅套栗色，而Mc车椅套深蓝色。Mc车上有厕所，而Mc车上有轮椅空间和無障礙厕所。 全車使用LED照明。

## 历史
已于2017年1月30日正式公開。 两組车在2017年2月从神户的川崎重工工厂交付给JR四国，配属于高松运转所。
本型車於2017年8月11日在高松與德島間行駛特別列車，於2017年8月12日至15日之間行駛加班車「淡路特急」， 於2017年12月2日开始常規營運。

## 未来发展
2017年9月，JR四国宣布列车上使用的气动倾斜系统在土讚線上不能确保空气容量，因此停止制造，未來将基于2600系列设计建造新的的列车（2700系）并将改为使用擺錘式倾斜系统。